# Bietigheim
Bietigheim es un municipio alemán perteneciente al distrito de  Rastatt en el estado federado de Baden-Wurtemberg. Tiene unos 6.215 habitantes y el territorio municipal comprende 13,90 km².